# În barcă (Édouard Manet)
În barcă este o pictură în ulei pe pânză din 1874 realizată de pictorul francez Édouard Manet. Acum se află în colecția Metropolitan Museum of Art din New York.
Tabloul înfățișează un bărbat (despre care se crede că este cumnatul lui Manet, Rodolphe Leenhoff) și o femeie necunoscută, care plutesc pe râul Sena, la Argenteuil, în suburbiile Parisului.